# No Game No Life Zero
No Game No Life Zero (jap. ノーゲーム・ノーライフ ゼロ, Nōgēmu Nōraifu Zero) ist ein japanischer Anime-Kinofilm, der auf dem 6. Band der Light-Novel No Game No Life von Yū Kamiya basiert. Der Film kam am 15. Juli 2017 in die japanischen Kinos. Wie bei der Anime-Fernsehserie führte Atsuko Ishizuka Regie. Das Studio Madhouse übernahm die Produktion.

## Produktion und Veröffentlichung
Bei der Produktion von Studio Madhouse führte Atsuko Ishizuka Regie. Das Drehbuch nach der Vorlage von Yū Kamiya schrieb Jukki Hanada. Das Charakterdesign stammt von Satoshi Tasaki und die künstlerische Leitung lag bei Eiji Iwase. Tonregie führte Jin Aketagawa, die Tonproduktion geschah bei Magic Capsule. Die Musik komponierte Yoshiaki Fujisawa.

### Kino
Der Vertrieb des Kinofilms läuft über Kadokawa Animation, eine Tochter von Kadokawa Shoten. Kinostart war am 15. Juli 2017. In der ersten Woche war der Film auf Platz 7 der japanischen Kinocharts, in der zweiten Woche stand er auf Platz 10. Sentai Filmworks lizenzierte No Game No Live Zero für eine Veröffentlichung in den USA.
In Deutschland und Österreich wurde der Film am 7. und 10. Juni 2018 in synchronisierter Fassung, mancherorts wahlweise auch im Original mit deutschen Untertiteln, in ausgewählten Kinos gezeigt. Für diese zwei Vorstellungstage wurden rund 21.000 Tickets in 172 teilnehmenden Kinos verkauft, was zu einem Einspielergebnis von rund 255.000 Euro führte. Damit erreichte das Kinoevent Platz fünf in den deutschen Kinocharts. Aufgrund dieses großen Erfolgs wurden in vielen Kinos weitere Vorstellungen ins Programm genommen. Schlussendlich haben mehr als 200 Kinos den Film aufgeführt.

### Heimvideo
Der Film erschien am 23. August 2018 als auf 4000 Exemplare limitierte „Imanity-Edition“ auf DVD und Bluray in einer Klappbox, die zusätzlich eine Schachfigur, ein Booklet sowie zwei Mini-Aufsteller enthält. Am 20. September 2018 erschien der Film als Standard-Edition auf DVD und Bluray.

## Inhalt
Der Film spielt ca. 6000 Jahre vor der Serie, zur Zeit des großen Krieges. Riku trifft während einer Expedition auf Shuvi, eine Ex Machina (ein weiblicher Android). Im späteren Verlauf des Films beschließen die Überlebenden der Menschheit, dass Riku ihr Anführer sein soll, nachdem er zusammen mit Shuvi eine Taktik entwickelt hat, um den scheinbar endlosen Krieg zu beenden.
In einer vom Krieg völlig zerstörten und lebensfeindlichen Welt suchen die wenigen Überlebenden der Menschen in einer Elfenruine nach Informationen der dort hinterlassenen Kriegspläne. Einer der Expeditionsmitglieder ist Riku, der in einer Rückblende sein Heim durch die im Kampf entstehende Explosion einer Ex Machina verloren hat. Als er nach dem Verlust eines Kameraden die Ruine nochmals betritt, trifft er auf die Ex Machina Shuvi, welche ihn in einem Überraschungsmanöver überwältigt und zu seiner Verwunderung küsst. Ihre Aufgabe ist es, zu verstehen, wie das menschliche Herz und die damit verbundenen Gefühle funktionieren. Riku weigert sich, Shuvi schlägt ihm zur Entscheidung eine Partie Schach vor. Wenn er verliert, nimmt er sie mit nach Hause. Wenn sie verliert, nimmt er sie mit nach Hause. 
Bevor sie die Unterkunft der Überlebenden betreten, gibt Riku Shuvi klare Anweisungen, wie sie sich zu verhalten hat, damit niemand sie als Ex Machina erkennt. Sie soll scheu, schüchtern, niedlich wirken, nicht wie ein Roboter sprechen und nicht mehr als nötig erzählen. Daraufhin wirkt sie im weiteren Verlauf wie ein unschuldiges Mädchen. Da sie wissen möchte, wie und was das Herz ist, verfolgt sie fortan Riku und würde sich sogar von ihm töten lassen, wenn das sein wirklicher Wunsch aus tiefstem Herzen ist. Durch Shuvis Frage nach seinem wirklichen Wunsch, erkennt Riku, dass er sich wünscht, dass der Krieg vorbei ist und niemand mehr sterben soll. Zusammen entwickeln sie einen Plan, wie die restlichen Menschen als „Geister“ überleben, da sie niemand wirklich (als Bedrohung) wahrnimmt. Shuvi schätzt den Erfolg des Plans auf 1 Prozent ein, woraufhin Riku sie fragt, wie hoch die Wahrscheinlichkeit ist, dass er sie liebt. Diese schätzt sie noch geringer ein, da sie eine Ex Machina ist und anscheinend die, die seine Heimat in seiner Kindheit zerstört hat. Riku, der dies die ganze Zeit geahnt hat, kniet sich daraufhin vor ihr nieder und macht ihr einen Heiratsantrag. Sie soll für immer an seiner Seite sein. Nach anfänglichen Zweifeln willigt Shuvi ein und sie werden getraut. 
Zur Durchführung des Plans manipuliert der intelligente Riku geschickt Anhänger der verschiedenen Rassen. Ziel ist es, dass sie untereinander Allianzen bilden und alle ihre Streitkräfte zu einem bestimmten Zeitpunkt einem Ort auf dem Planeten befinden. Dort soll der letzte, gewaltige Schlag ausgeführt werden um den einen Gott herauszufordern, damit dieser den Krieg endlich beendet. Die Vorbereitungen für dieses Unterfangen kosten Riku große gesundheitliche Opfer. So verliert er im giftigen Regen im Gebiet der Beasts ein Auge und einen Arm. Jedoch scheinen die Pläne aufzugehen: Die Streitkräfte nehmen langsam die geplanten Stellungen ein. Als er sich auf Shuvis Rat hin ausruht, trifft sie auf die kriegslüsterne Jibrill, welche sie tödlich verwundet. Mit letzter Energie kontaktiert sie die Ex Machina und übermittelt ihnen ihre Daten über das Herz und somit ihre Gefühle. Kurz vor Ende des Uploads wird sie von Jibrill getötet, ihre verbleibende Energie verwendet Shuvi für ein Schutzschild über ihrem Ehering. In diesem Moment schreckt Riku panisch aus dem Schlaf. Shuvi ist verschwunden und ein fremder Ex Machina steht im Raum. Dieser stellt sich zusammen mit den restlichen Ex Machina als Verbündeter vor und überbringt ihm Shuvis Ring sowie ihre letzte Botschaft, in der sie ihn um Verzeihung bittet, dass er den letzten Schritt des Plans nun allein vollziehen muss. 
Der tief getroffene Riku begibt sich daraufhin zum Ort des letzten Gefechts. Die Streitkräfte greifen sich wie geplant an, zuvor von Riku und Shuvi installierte Schilde lenken die Energie der Angriffe zu einer geballten Ladung zusammen. In der Mitte Riku, welcher mit einer gigantischen Konstruktion und Energie der Ex Machina nun Gott alias Teto rufen will, damit er im Angesicht dieser unendlichen, unfassbaren Zerstörung endlich den Krieg beendet. Sich auflösend fleht er Teto mit seinen letzten Worten an, dass Shuvis Opfer nicht umsonst gewesen sein soll. Teto erhört ihn und neutralisiert die Energie. Der Himmel klart auf und der Krieg ist beendet. Teto ist beeindruckt von so viel Einsatz, Mut und Überlebenswillen, dass er der Rasse der Überlebenden „Geister“ den Namen „Menschheit“ gibt.

## Charaktere
Riku
Einer der zwei Protagonisten. Er ist der Anführer der Menschen und ähnelt vom Aussehen Sora aus der Hauptserie. Da die Menschen ihn in ihrer Not zu ihrem Anführer gemacht haben, scheint er besonders herausragende Eigenschaften, ähnlich wie Sora, zu haben. Er rettet bei einer Expedition Shuvi das Leben und beschließt ihr beizubringen, wie das menschliche Herz funktioniert.
Shuvi
Die zweite Protagonistin ist eine weibliche Maschine. Sie ähnelt vom Aussehen her Shiro aus der Hauptserie. Sie wird von Riku in einer zerstörten Elfenstadt gefunden und begleitet ihn daraufhin, unter anderem um zu lernen, wie Emotionen funktionieren.
Teto
Ein Gott, der schon aus der Hauptserie bekannt ist. Später erschafft er, als einzig Überlebender der Götter, die 10 Gebote, auf dem die Serie basiert.

## Synchronsprecher
| Rolle          | japanischer Sprecher (Seiyū) | deutscher Sprecher   |
| -------------- | ---------------------------- | -------------------- |
| Riku Dola      | Yoshitsugu Matsuoka          | Björn Schalla        |
| Shuvi Dola     | Ai Kayano                    | Paulina Rümmelein    |
| Couronne Dola  | Yōko Hikasa                  | Winnie Brandes       |
| Jibril         | Yukari Tamura                | Milena Karas         |
| Izuna Hatsuse  | Miyuki Sawashiro             | Céline Vogt          |
| Teto           | Rie Kugimiya                 | Patricia Strasburger |
| Shinku Nivalen | Mamiko Noto                  | Ela Paul             |
| Azriel         | Yui Horie                    | Vivien Faber         |
| Nonna Zell     | Yuka Iguchi                  | Meri Dogan           |
| Einithi        | Junichi Suwabe               | Tobias Brecklinghaus |
| Lily           | Lynn                         | Nicole Hise          |